# Eugenia dumosa
Eugenia dumosa är en myrtenväxtart som först beskrevs av Vahl, och fick sitt nu gällande namn av Dc.. Eugenia dumosa ingår i släktet Eugenia och familjen myrtenväxter.
Artens utbredningsområde är Jamaica. Inga underarter finns listade i Catalogue of Life.